# Хверён (станция метро)
«Хверён» (кор. 회룡역) — пересадочная станция Сеульского метро на Первой  и Ыйджонбу линиях, представленная наземной станцией на первой линии и эстакадной — Ыйджонбу; это одна из двадцати станций на территории Ыйджонбу (5 на Первой линии). Она представлена 4 боковыми платформами (по две для разных линий). Станция на 1 линии обслуживается корпорацией железных дорог Кореи (Korail), на линии Ыйджонбу — корпорацией легкорельсового транспорта Ыйджонбу (Uijeongbu LRT Co. LTD). Расположена в квартале Ховон-2-дон (адресː 50-5 Howon 2-dong, 363 Pyeonghwaro) в городе Ыйджонбу (провинция Кёнгидо, Республика Корея). На станции установлены платформенные раздвижные двери.
Пассажиропоток — на 1 линии 32 154 чел/день (на 2012 год).
Первая линия Сеульского метрополитена 2 сентября 1986 года была продлена на 7,9 км — участок Чандон—Хверён и открыто 5 станций (Хверён, Манвольса, Тобонсан, Тобон, Панхак). Линия Ыйджонбу длиной 11,2 км и все 15 станций были открыты 29 июня 2012 года.

Галерея станции метро Хверён
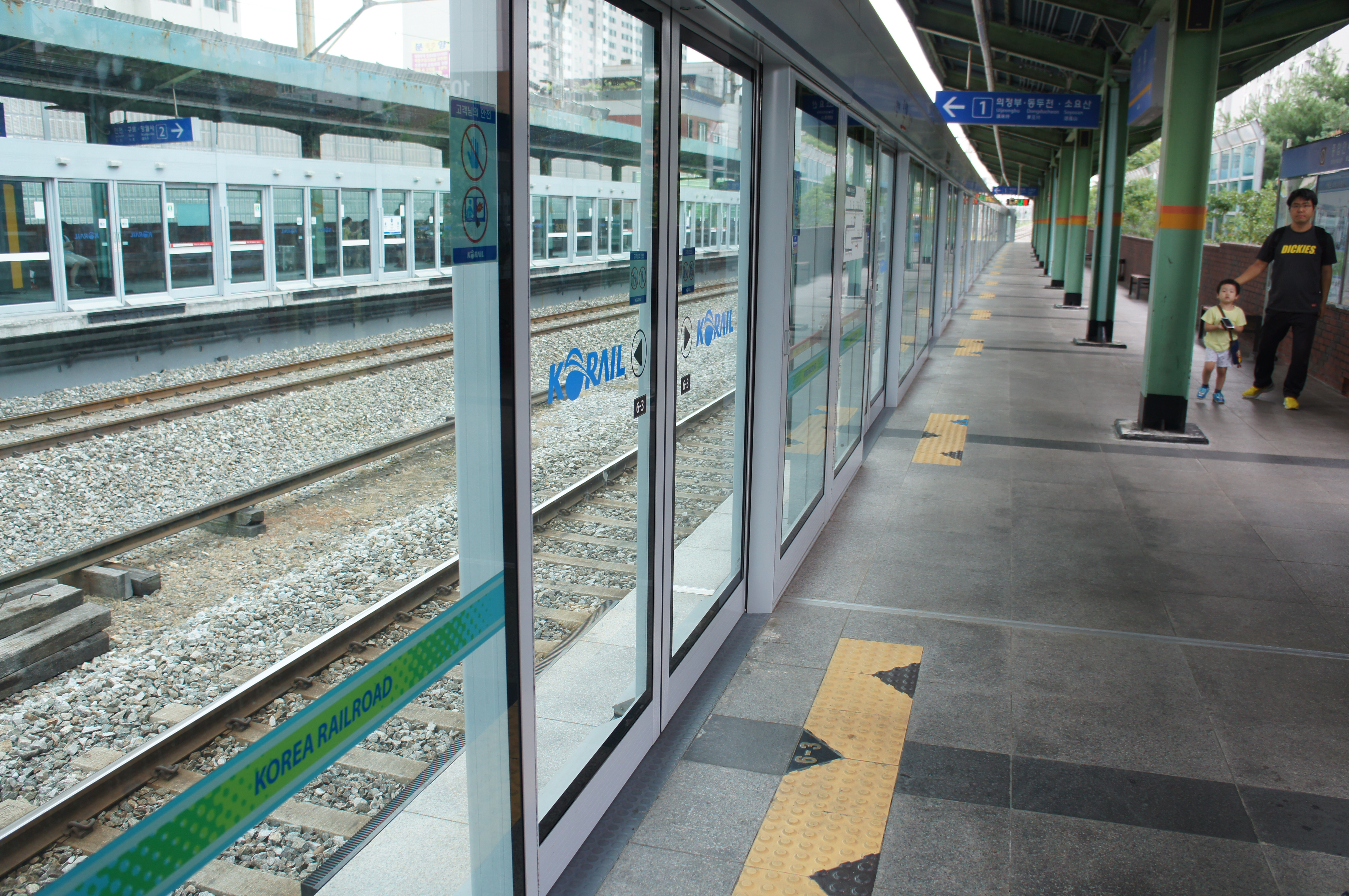
Платформы станции первой линии
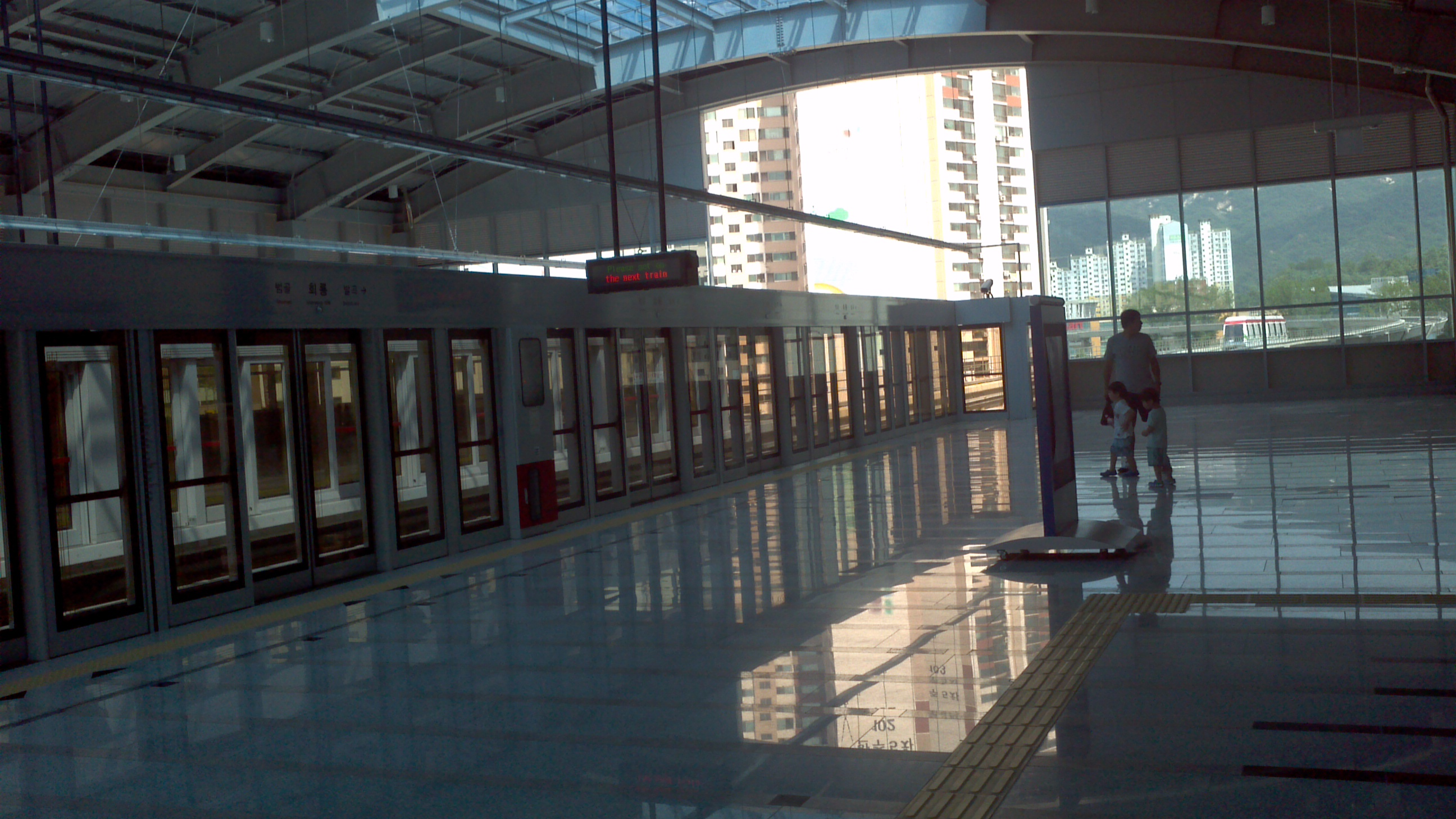
Платформа станции линии Ыйджонбу